# Soldiers of Love (chanson de Lighthouse X)
Ne doit pas être confondu avec Soldier of Love.
Pour les articles homonymes, voir Soldiers of Love.
Chansons représentant le Danemark au Concours Eurovision de la chanson
The Way You Are
(2015) Where I Am
(2017)
Soldiers of Love (en français « Soldats de l'amour ») est la chanson du groupe Lighthouse X qui représente le Danemark au Concours Eurovision de la chanson 2016 à Stockholm.
Le 12 mai 2016, lors de la 2de demi-finale, elle termine à la 17e place avec 34 points et par conséquent n'est pas qualifiée pour la finale.